# Otto Kohler
Pour les articles homonymes, voir Kohler.
Otto Kohler (né en 1948 à Tavannes) est un peintre et graphiste suisse, spécialiste en écriture et calligraphie.